# 比亞茲萊 (堪薩斯州)
比亞茲萊（英語：Beardsley）是位於美國堪薩斯州羅林斯縣的一個鬼鎮。

## 歷史
格雷沙姆頓的郵政局於1889年遷至比亞茲萊，該郵政局其後1899年結束營運，1906年重設後又於1955年停運。

## 地理
比亞茲萊所處的海拔為高於海平面975米（即3199英呎），而該地所採用的時區為UTC-6，即北美中部時區（CST）。同時該地設有夏令時間，為UTC-6調快一小時，即UTC-5（CDT）。